# Шоколадное молоко

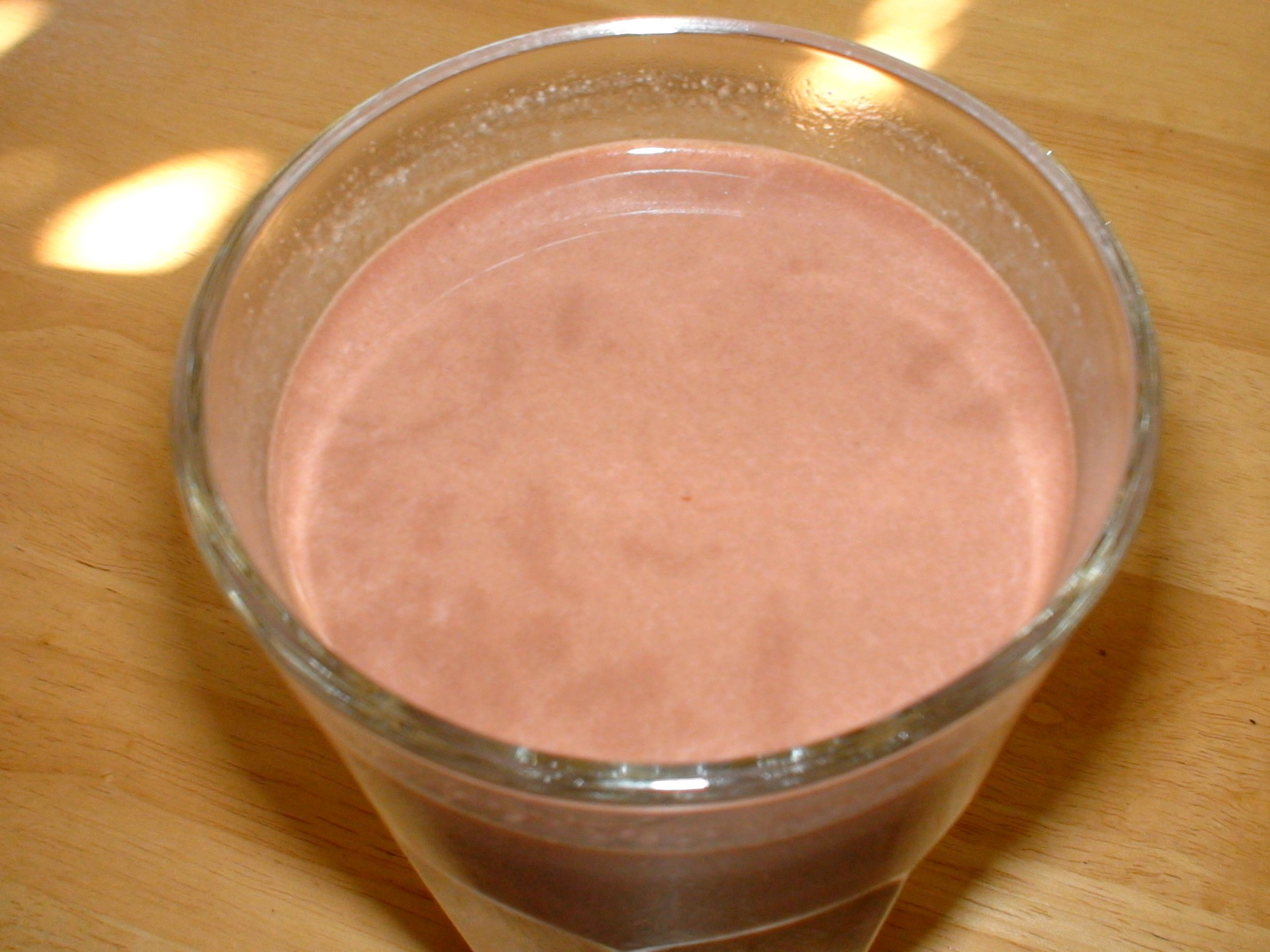

Шоколадное молоко — разновидность шоколадного напитка: молоко со вкусом какао. Оно создаётся путём смешивания (с использованием суспензии) коровьего, козьего или иного молока с шоколадным сиропом или порошком. Изобретено Гансом Слоаном в 1680-х годах.
Шоколадное молоко может готовиться как в промышленных условиях, так и в домашних, где для его приготовления могут использоваться какао-порошок, шоколадный сироп или растопленный шоколад, а также сахар. Нередко в шоколадное молоко добавляют и другие ингредиенты, такие как крахмал, ваниль или (в современном производстве) различные искусственные ароматизаторы. Шоколадное молоко обычно пьётся охлаждённым; когда оно начинает портиться, то выделяет запах, похожий на запах кофе.
Несмотря на популярность какао-напитка и то, что, по мнению некоторых исследователей, он положительно влияет на восстановление организма после спортивных нагрузок, ряд исследователей считает его вредным из-за высокого содержания сахара и связывает его частое употребление с вероятностью ожирения.